# 徳留一樹
徳留 一樹（とくどめ かずき、1987年3月4日 - ）は、日本の男性総合格闘家。東京都八王子市出身。パラエストラ八王子所属。第6代ライト級キング・オブ・パンクラシスト。姉婿（徳留の姉の夫）は元プロ野球選手の八木智哉。

## 来歴
小学生のときにK-1を観て格闘技に興味を持つ。部活ではサッカー部に所属していたが、怪我をしたのを機に中学3年生で柔道を始め、高校時代には全国大会に出場する。専門学校時代に木口道場でレスリングを始め、20歳の時に総合格闘技の練習を始めた。
2010年4月29日、パンクラス初出場となったPANCRASE 2010 PASSION TOURで伊藤崇文と対戦し、TKO勝ちを収めた。
2010年6月20日、SRC初出場となったSRC13で石塚雄馬と対戦し、パウンドで1RTKO勝ちを収めた。
2011年5月3日、パンクラスのライト級GP 2011トーナメント1回戦でABと対戦し、3-0の判定勝ち。8月7日、準決勝で岡澤弘太と対戦し、3-0の判定勝ち。12月3日、決勝でISAOと対戦し、スタンドパンチ連打でKO負けを喫し、準優勝となった。

### UFC
2013年3月3日、UFC初出場となったUFC on Fuel TV 8でクリスチャーノ・マルセロと対戦し、3-0の判定勝ちを収めた。
2014年3月1日、UFC Fight Night: Kim vs. Hathawayでナム・ウィチョルと対戦し、1-2の僅差の判定負け。敗れはしたもののファイト・オブ・ザ・ナイトを受賞した。
2014年9月20日、UFC Fight Night: Hunt vs. Nelsonでジョニー・ケースと対戦し、2Rギロチンチョークで見込み、一本負け。

### パンクラス
2015年11月1日、PANCRASE 271でのライト級キング・オブ・パンクラス決定戦で北岡悟と対戦し、パウンドでKO勝ちを収め王座獲得に成功した。
2016年9月11日、PANCRASE 280でのライト級キング・オブ・パンクラス タイトルマッチで挑戦者の久米鷹介と対戦し、1RパウンドでTKO負けを喫し、王座陥落。
2017年12月10日、PANCRASE 292でのライト級キング・オブ・パンクラス タイトルマッチで久米鷹介と再戦し、1Rに左フックでTKO負けを喫し、王座獲得に失敗。

### One Championship
2018年7月13日、ONE初出場となったOne Championship: Pursuit of Powerでジャダンバ・ナラントンガラグと対戦し、0-3の判定負けを喫した。
2018年11月29日、One Championship: Heart of the Lionでクリスチャン・リーと対戦するも、1RにTKO負けを喫した。
2019年5月10日、One Championship：Warriors of Lightでエイドリアン・バンと対戦し、2Rに肘打ちでTKO勝ち。
2019年10月24日、One Championship: Dawn of Valorでジョニー・ヌネスと対戦し、3-0の判定勝ちを収めた。
2019年以降、2連勝するも、ONEで1年半待っても試合が組まれないことから移籍。

### RIZIN
2021年3月21日、RIZIN初出場となったRIZIN.27で柔術アブダビ世界選手権2度優勝のホベルト・サトシ・ソウザと対戦し、1Rに三角絞めで一本負けを喫した。試合後には控室で引退するかのような発言をした。
2021年3月以降、格闘技自体をやめるつもりは無くRIZINで次戦を行いたいという意思はあったが、ONEで2年近く試合が組まれない時期に受けた公務員試験に受かり、地元の市役所で採用されたことで金銭の発生するプロ活動及びに試合ができなくなった。その後3年間、働きながら練習を続けてプロの舞台に戻れるように役所や色々な人に動いてもらい「ファイトマネーやスポンサー費を貰わなければプロ総合格闘技の試合をして構わない」という許可を得た。そして、最終的に八王子市が市を挙げてRIZINで試合することを応援してくれるようになったことから復帰することを決意。
2024年6月9日、RIZIN.47で3年ぶりの復帰戦を行い、宇佐美正パトリックと対戦し、先にダウンを奪うも右のフックを被弾してしまいKO負けを喫した。

## 戦績
| 総合格闘技 戦績 | 総合格闘技 戦績 | 総合格闘技 戦績 | 総合格闘技 戦績 | 総合格闘技 戦績 | 総合格闘技 戦績 | 総合格闘技 戦績 |
| --------------- | --------------- | --------------- | --------------- | --------------- | --------------- | --------------- |
| 33 試合         | (T)KO           | 一本            | 判定            | その他          | 引き分け        | 無効試合        |
| 20 勝           | 10              | 3               | 7               | 0               | 1               | 0               |
| 12 敗           | 6               | 3               | 3               | 0               | 1               | 0               |

| 勝敗 | 対戦相手                     | 試合結果                             | 大会名                                                                            | 開催年月日     |
| ×    | 宇佐美正パトリック           | 1R 2:29 TKO（右フック→パウンド）     | RIZIN.47                                                                          | 2024年6月9日   |
| ×    | ホベルト・サトシ・ソウザ     | 1R 1:44 三角締め                     | RIZIN.27                                                                          | 2021年3月21日  |
| ○    | ジョニー・ヌネス             | 5分3R終了 判定3-0                    | One Championship：Dawn of Valor                                                   | 2019年10月25日 |
| ○    | エイドリアン・パン           | 2R 1:27 TKO（ドクターストップ）      | One Championship：Warriors of Light                                               | 2019年5月10日  |
| ×    | クリスチャン・リー           | 1R 3:07 TKO（パウンド）              | One Championship：Heart of the Lion                                               | 2018年11月9日  |
| ×    | ジャダンバ・ナラントンガラグ | 5分3R終了 判定0-3                    | One Championship：Pursuit of Power                                                | 2018年7月13日  |
| ×    | 久米鷹介                     | 1R 1:21 TKO（左フック）              | PANCRASE 292 【ライト級キング・オブ・パンクラス タイトルマッチ】                  | 2017年12月10日 |
| ○    | キーラン・ジョブリン         | 5分3R終了 判定3-0                    | PANCRASE 288                                                                      | 2017年7月2日   |
| ○    | アキラ                       | 1R 0:28 TKO（左ストレート→パウンド） | PANCRASE 286                                                                      | 2017年4月23日  |
| ×    | 久米鷹介                     | 1R 4:45 TKO（右フック→パウンド）     | PANCRASE 280 【ライト級キング・オブ・パンクラス タイトルマッチ】                  | 2016年9月11日  |
| ○    | アクバル・アレオラ           | 1R 4:59 TKO（パウンド）              | PANCRASE 277                                                                      | 2016年4月24日  |
| ○    | 北岡悟                       | 4R 1:24 KO（左ストレート→パウンド）  | PANCRASE 271 【ライト級キング・オブ・パンクラス決定戦】                           | 2015年11月1日  |
| ○    | J.J.アンブローズ             | 5分3R終了 判定3-0                    | PANCRASE 267                                                                      | 2015年5月31日  |
| ○    | 児山佳宏                     | 1R 1:38 TKO（左ストレート→パウンド） | PANCRASE 265                                                                      | 2015年3月15日  |
| ×    | ジョニー・ケース             | 2R 2:34 ギロチンチョーク             | UFC Fight Night: Hunt vs. Nelson                                                  | 2014年9月20日  |
| ×    | ナム・ウィチョル             | 5分3R終了 判定1-2                    | UFC Fight Night: Kim vs. Hathaway                                                 | 2014年3月1日   |
| ×    | ノーマン・パーク             | 5分3R終了 判定0-3                    | UFC 162: Silva vs. Weidman                                                        | 2013年7月6日   |
| ○    | クリスチャーノ・マルセロ     | 5分3R終了 判定3-0                    | UFC on Fuel TV 8: Silva vs. Stann                                                 | 2013年3月3日   |
| ○    | URAKEN                       | 5分3R終了 判定3-0                    | PANCRASE 2012 PROGRESS TOUR                                                       | 2012年8月5日   |
| ○    | チョ・ジョンヒョン           | 1R 4:51 腕ひしぎ十字固め             | PANCRASE 2012 PROGRESS TOUR                                                       | 2012年4月1日   |
| ×    | ISAO                         | 1R 4:14 KO（スタンドパンチ連打）     | PANCRASE 2011 IMPRESSIVE TOUR 【ライト級GP 2011トーナメント 決勝】                | 2011年12月3日  |
| ○    | 岡澤弘太                     | 5分3R終了 判定3-0                    | PANCRASE 2011 IMPRESSIVE TOUR 【ライト級GP 2011トーナメント 準決勝】              | 2011年8月7日   |
| ○    | AB                           | 5分3R終了 判定3-0                    | PANCRASE 2011 IMPRESSIVE TOUR 【ライト級GP 2011トーナメント 1回戦】               | 2011年5月3日   |
| ○    | 太田純一                     | 1R 2:55 TKO（パウンド）              | PANCRASE 2011 IMPRESSIVE TOUR                                                     | 2011年2月6日   |
| ○    | 高橋克典                     | 1R 3:33 TKO（パウンド）              | PANCRASE 2010 PASSION TOUR                                                        | 2010年12月5日  |
| ×    | マチェイ・ゴルスキ           | 1R 3:24 TKO（打撃）                  | KSW 14: Judgment Day                                                              | 2010年9月18日  |
| ○    | 石塚雄馬                     | 1R 3:22 TKO（パウンド）              | SRC13                                                                             | 2010年6月20日  |
| ○    | 伊藤崇文                     | 1R 3:45 TKO（パウンド）              | PANCRASE 2010 PASSION TOUR                                                        | 2010年4月29日  |
| ○    | 藤本新                       | 1R 2:01 腕ひしぎ十字固め             | CAGE FORCE                                                                        | 2009年9月12日  |
| ○    | 伊藤尚志                     | 2R 4:14 TKO（ドクターストップ）      | Club DEEP 八王子                                                                  | 2009年8月2日   |
| ○    | 切田泰博                     | 2R 0:15 腕ひしぎ十字固め             | ZST SWAT! 25                                                                      | 2009年6月7日   |
| △    | 濱岸正幸                     | 5分2R終了 時間切れ                   | ZST SWAT! 16                                                                      | 2008年3月16日  |
| ×    | 吉田智彦                     | 1R 4:42 膝十字固め                   | ZST.15 〜旗揚げ5周年記念大会〜 【ジェネシストーナメント2007 ウェルター級 準決勝】 | 2007年11月23日 |

## 獲得タイトル
- 第6代ライト級キング・オブ・パンクラス王座（2015年）

## 表彰
- UFC ファイト・オブ・ザ・ナイト（1回）

### 試合映像
1. ↑  『【試合映像】ホベルト・サトシ・ソウザ vs. 徳留一樹 / Roberto Satoshi Souza vs. Kazuki Tokudome - RIZIN.27』RIZIN公式YouTubeチャンネル、2021年。
2. ↑  『【試合映像】徳留一樹 vs. 宇佐美正パトリック / Kazuki Tokudome vs. Sho Patrick Usami - RIZIN.47』RIZIN公式YouTubeチャンネル、2024年。

### 補足映像
1. ↑  『【番組】RIZIN CONFESSIONS #68（※番組内で試合映像＆徳留一樹とホベルト・サトシ・ソウザによる試合振り返りドキュメンタリー番組）』RIZIN公式YouTubeチャンネル、2021年。
2. ↑  『【番組】RIZIN CONFESSIONS #153（※番組内で試合映像＆徳留一樹と宇佐美正パトリックによる試合振り返りドキュメンタリー番組）』2024年。